# Italie aux Jeux olympiques d'hiver de 1980
L'équipe olympique d'Italie a participé aux Jeux olympiques d'hiver de 1980 à Lake Placid aux États-Unis. Elle prit part aux Jeux olympiques d'hiver pour la treizième fois de son histoire et son équipe formée de quarante six athlètes remporta deux médailles d'argent ; celle de Paul Hildgartner à la Luge en simple et de Peter Gschnitzer et Karl Brunner en double.

## Médaillés
| Sport                 | Discipline | Athlète(s)                       |
| Médaille d'argent : 2 |            |                                  |
| Luge                  | Simple H   | Paul Hildgartner                 |
| Luge                  | Double     | Peter Gschnitzer et Karl Brunner |